# ليريم كاستراتي
ليريم كاستراتي (بالألبانية: Lirim Kastrati‏) هو لاعب كرة قدم كوسوفي ولد في عام 1999، ويلعب في مركز المهاجم مع نادي ليغيا وارسو ومع منتخب كوسوفو لكرة القدم.

## وصلات خارجية
- ليريم كاستراتي على موقع الاتحاد الدولي (مؤرشف)  (الإنجليزية)
- ليريم كاستراتي على موقع الاتحاد الأوربي (الإنجليزية)
- ليريم كاستراتي على موقع قاعدة بيانات كرة القدم.إي يو (الإنجليزية)
- ليريم كاستراتي على موقع ناشيونال فوتبول تيمز (الإنجليزية)
- ليريم كاستراتي على موقع Soccerway.com (الإنجليزية)
- ليريم كاستراتي على موقع عالم كرة القدم.نت (الإنجليزية)